# Morretes
Morretes är en kommun i Brasilien.   Den ligger i delstaten Paraná, i den södra delen av landet, 1 100 km söder om huvudstaden Brasília. Antalet invånare är 15 718.
I omgivningarna runt Morretes växer i huvudsak städsegrön lövskog. Runt Morretes är det ganska glesbefolkat, med 28 invånare per kvadratkilometer.